# Flemingia lacei
Flemingia lacei är en ärtväxtart som beskrevs av William Grant Craib. Flemingia lacei ingår i släktet Flemingia och familjen ärtväxter. Inga underarter finns listade i Catalogue of Life.